# Tendring
Pour le village situé dans ce district, voir Tendring.
Tendring est un district non métropolitain de l'Essex, en Angleterre.
Le district de Tendring est bordé par la rivière Stour au nord, la rivière Colne au sud, la côte à l'est et la ville de Colchester, à l'ouest. Le conseil de district est basé à Clacton-on-Sea, sa plus grande ville. Le district comprend également les villes de Frinton-on-Sea, Walton-on-the-Naze, Brightlingsea et Harwich. Ses principaux villages sont St Osyth et Great Bentley.
Parfois dénommé « péninsule de Tendring », le district a été formé le 1er avril 1974. Il est issu de la fusion du district de Harwich avec les districts urbains de Brightlingsea, Clacton et Frinton et Walton, et le district rural de Tendring. Le nom de Tendring provient de l'ancien hundred de Tendring, nommé d'après le village de Tendring situé en son centre.

## Source
- (en) Cet article est partiellement ou en totalité issu de l’article de Wikipédia en anglais intitulé « Tendring » (voir la liste des auteurs).